# Dorsal de Kula-Farallon
La dorsal de Kula-Farallon és una dorsal oceànica extinta que existí entre les plaques tectòniques de Kula i de Farallon a l'oceà Pacífic durant el període Juràssic. Una petita porció d'aquesta dorsal es trobava al nord-oest de l'oceà Pacífic fa 43 milions d'anys. La resta ha estat subduïda sota Alaska.
En les primeres etapes del seu desenvolupament, la dorsal de Kula-Farallon tallà fragments de roca oceànica de la costa de Califòrnia. Quan la dorsal Kula-Farallon es trobava a l'àrea de les actuals Washington i Oregon, va tenir-hi lloc una erupció de lava basàltica. Algunes restes d'aquesta erupció són actualment part de la Península Olympic.